# Olympische Sommerspiele 2000/Teilnehmer (Indien)
| Gelbes Symbol für Goldmedaillen mit stilisierten Olympischen Ringen | Graues Symbol für Silbermedaillen mit stilisierten Olympischen Ringen | Braundes Symbol für Bronzemedaillen mit stilisierten Olympischen Ringen |
| ------------------------------------------------------------------- | --------------------------------------------------------------------- | ----------------------------------------------------------------------- |
| —                                                                   | —                                                                     | 1                                                                       |

Indien nahm an den Olympischen Sommerspielen 2000 in der australischen Metropole Sydney mit 65 Athleten, 21 Frauen und 44 Männern, in acht Sportarten teil.
Seit 1900 war es die zwanzigste Teilnahme des asiatischen Staates an Olympischen Sommerspielen.

## Flaggenträger
Der Tennisspieler Leander Paes trug die Flagge Indiens während der Eröffnungsfeier im Stadium Australia.

## Medaillengewinner
Mit einer gewonnenen Bronzemedaille belegte das indische Team Platz 71 im Medaillenspiegel.

### Bronze
| Name              | Sportart     | Wettkampf                       |
| ----------------- | ------------ | ------------------------------- |
| Karnam Malleswari | Gewichtheben | Leichtschwergewicht (bis 69 kg) |

## Teilnehmer nach Sportarten

### Badminton
- Pulella Gopichand
Männer, Einzel: 3. Runde

- Aparna Popat
Frauen, Einzel: 1. Runde

### Boxen
- Ngangim Dingko Singh
Bantamgewicht: 1. Runde

- Jitender Kumar
Mittelgewicht: 2. Runde

- Gurcharan Singh
Halbschwergewicht: Viertelfinale

- Soubam Suresh Singh
Halbfliegengewicht: 1. Runde

### Gewichtheben
- Karnam Malleswari
Frauen, Leichtschwergewicht: Bronze

- Thandava Murthy Muthu
Männer, Bantamgewicht: 16. Platz

- Thing Baijan Sanamacha Chanu
Frauen, Federgewicht: 6. Platz

### Hockey
- Herrenteam
7. Platz

- Kader
Lajarus Barla
Devesh Chauhan (ohne Einsatz)
Samir Dad
Jude Menezes
Riaz Nabi Muhammad
Mukesh Kumar Nandanoori
Dinesh Nayak
Dhanraj Pillay
Thirumal Valavan Selvaraj
Baljit Singh Dhillon
Sukhbir Singh Gill
Ramandeep Singh Grewal
Baljit Singh Saini
Gagan Ajit Singh
Deepak Thakur Sonkhla
Dilip Kumar Tirkey

### Judo
- Lourembam Brojeshori Devi
Frauen, Halbleichtgewicht: 9. Platz

### Leichtathletik
- Kalayathumkuzhi Beenamol
Frauen, 400 Meter: Halbfinale
Frauen, 4 × 400 Meter: Vorläufe

- Jagdish Bishnoi
Männer, Speerwurf: 30. Platz in der Qualifikation

- Soma Biswas
Frauen, Siebenkampf: 25. Platz

- Saraswati Dey-Saha
Frauen, 4 × 100 Meter: Vorläufe

- Thirugnan Durai
Männer, 4 × 100 Meter: Vorläufe

- Prameela Ganapathy
Frauen, Siebenkampf: 24. Platz

- Valdivel Jayalakshmi
Frauen, 4 × 100 Meter: Vorläufe

- Gurmeet Kaur
Frauen, Speerwurf: 32. Platz in der Qualifikation

- Paramjit Kaur
Frauen, 4 × 100 Meter: Vorläufe

- Rajeev Bala Krishnan
Männer, 4 × 100 Meter: Vorläufe

- Rosa Kutty Kunnath
Frauen, 4 × 400 Meter: Vorläufe

- Rachita Mistry
Frauen, 4 × 100 Meter: Vorläufe

- Jincy Phillip
Frauen, 4 × 100 Meter: Vorläufe

- Anil Kumar Prakash
Männer, 4 × 100 Meter: Vorläufe

- Sanjay Kumar Rai
Männer, Weitsprung: kein gültiger Sprung in der Qualifikation

- Purukottam Ramachandran
Männer, 4 × 400 Meter: Vorläufe

- Jata Shankar
Männer, 4 × 400 Meter: Vorläufe

- Ajay Raj Singh
Männer, 4 × 100 Meter: Vorläufe

- Bahadur Singh
Männer, Kugelstoßen: 27. Platz in der Qualifikation

- Paramjit Singh
Männer, 400 Meter: Vorläufe
Männer, 4 × 400 Meter: Vorläufe

- Shakti Singh
Männer, Kugelstoßen: 32. Platz in der Qualifikation

- Neelam Jaswant Singh Dogra
Frauen, Diskuswurf: 26. Platz in der Qualifikation

- Lijo David Thottan
Männer, 4 × 400 Meter: Vorläufe

- Vinita Tripathi
Frauen, 4 × 100 Meter: Vorläufe

### Reiten
- Imtiaz Anees
Vielseitigkeit, Einzel: 23. Platz

### Ringen
- Gurbinder Singh
Leichtgewicht, griechisch-römisch: 13. Platz

### Rudern
- Kasam Khan
Männer, Zweier ohne Steuermann: Hoffnungslauf

- Inderpal Singh
Männer, Zweier ohne Steuermann: Hoffnungslauf

### Schießen
- Abhinav Bindra
Männer, Luftgewehr: 11. Platz

- Anwer Sultan
Männer, Trap: 26. Platz

- Jaspal Rana
Frauen, Luftgewehr: 8. Platz
Frauen, Kleinkaliber, Dreistellungskampf: 33. Platz

### Schwimmen
- Hakimuddin Shabbir Habibulla
Männer, 200 Meter Freistil: 50. Platz

- Nisha Millet
Frauen, 200 Meter Freistil: 37. Platz

### Tennis
- Mahesh Bhupathi
Männer, Doppel: 2. Runde

- Leander Paes
Männer, Einzel: 1. Runde
Männer Doppel: 2. Runde

- Manisha Malhotra
Frauen, Doppel: 2. Runde

- Nirupama Vaidyanathan
Frauen, Doppel: 2. Runde

### Tischtennis
- Chetan Baboor
Männer, Einzel: 33. Platz
Männer, Doppel: 25. Platz

- Raman Subramanyan
Männer, Doppel: 25. Platz

- Poulomi Ghatak
Frauen, Einzel: 49. Platz